# St John's Gate (Clerkenwell)
St John's Gate (en français, Porte Saint Jean), dans le quartier de Clerkenwell à Londres, est l'un des rares vestiges tangibles du passé monastique de Clerkenwell. Il a été construit en 1504 par le prieur Thomas Docwra comme entrée sud de l'enceinte intérieure du prieuré de Clerkenwell, le prieuré des chevaliers de Saint-Jean (connus sous le nom de chevaliers Hospitaliers). 

## Description
La sous-structure est en brique, tandis que les façades nord et sud sont en pierre. Après des siècles de délabrement et de reconstruction importante, il reste peu de parement de pierre d'origine. Fortement restaurée au XIXe siècle, la porte est aujourd'hui en grande partie une recréation victorienne, l'œuvre d'une succession d'architectes — William P. Griffiths, R. Norman Shaw et J. Oldrid Scott.

## Usages
Le bâtiment abrite de nombreuses associations historiques, notamment l'imprimerie originale du mensuel pionnier d'Edward Cave, The Gentleman's Magazine, et parfois lieu de travail de Samuel Johnson. De 1701 à 1709, c'était la maison du jeune peintre William Hogarth. En 1703, son père Richard y ouvrit un café, le "Hogarth's Coffee House", qui proposait des cours de latin avec le café. Pendant de nombreuses années, le bâtiment a été utilisé comme taverne. 
La Gate a été acquise dans les années 1870 par l’Ordre de Saint-Jean qui avait été rétabli, et a été progressivement reconvertie pour servir de siège à la fois à l’Ordre et à sa filiale, Ambulance Saint-Jean. Il abrite désormais également le musée de l'ordre de Saint-Jean. Une grande partie de son intérieur est de style Tudor, comme la salle du Conseil au-dessus de l'arc. 
St John's Gate a été élu monument emblématique pour représenter Islington aux Jeux olympiques de Londres 2012.

## Voir également
- Musée de l'ordre de Saint Jean

## Galerie de photos

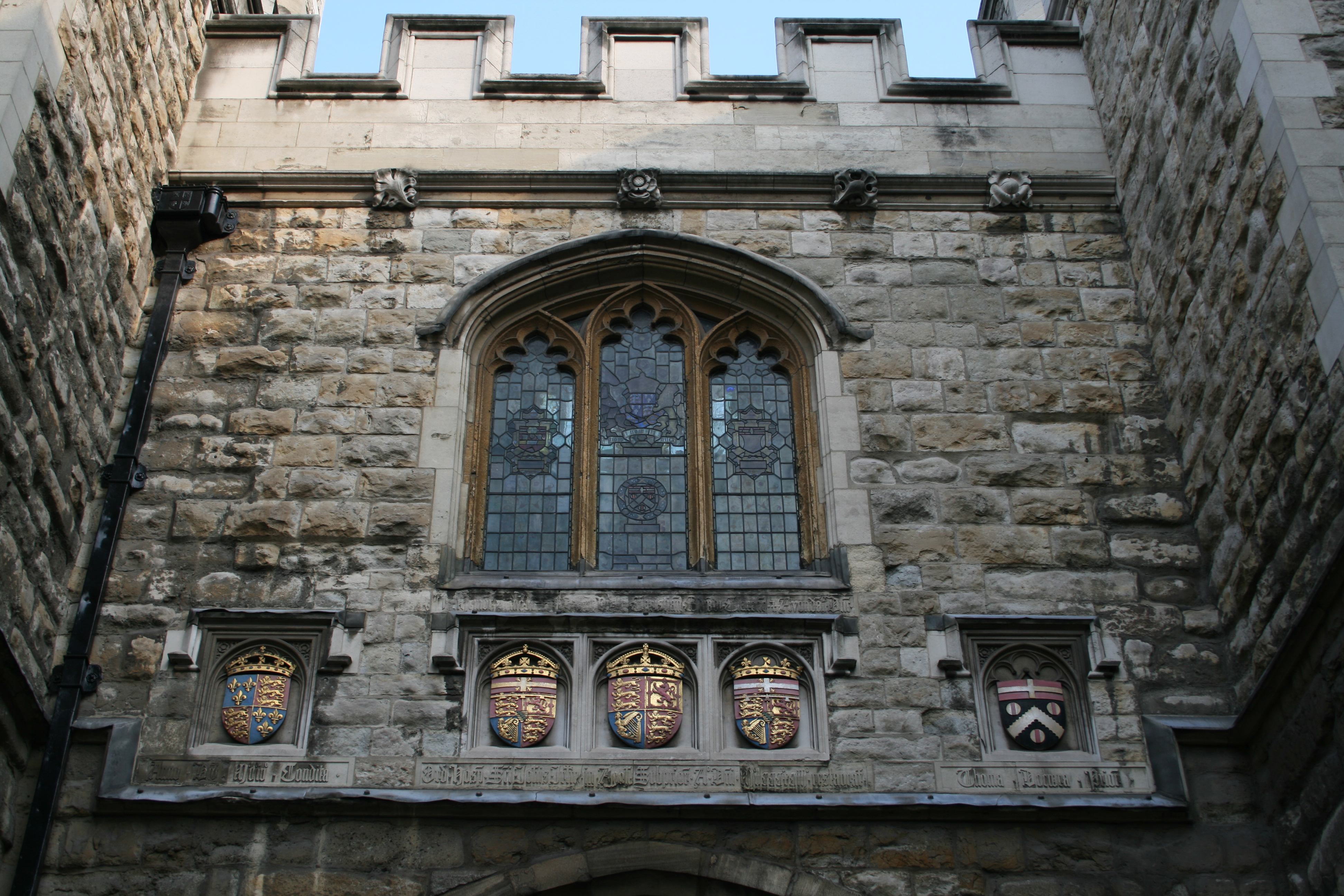
Détail de la fenêtre et des armoiries
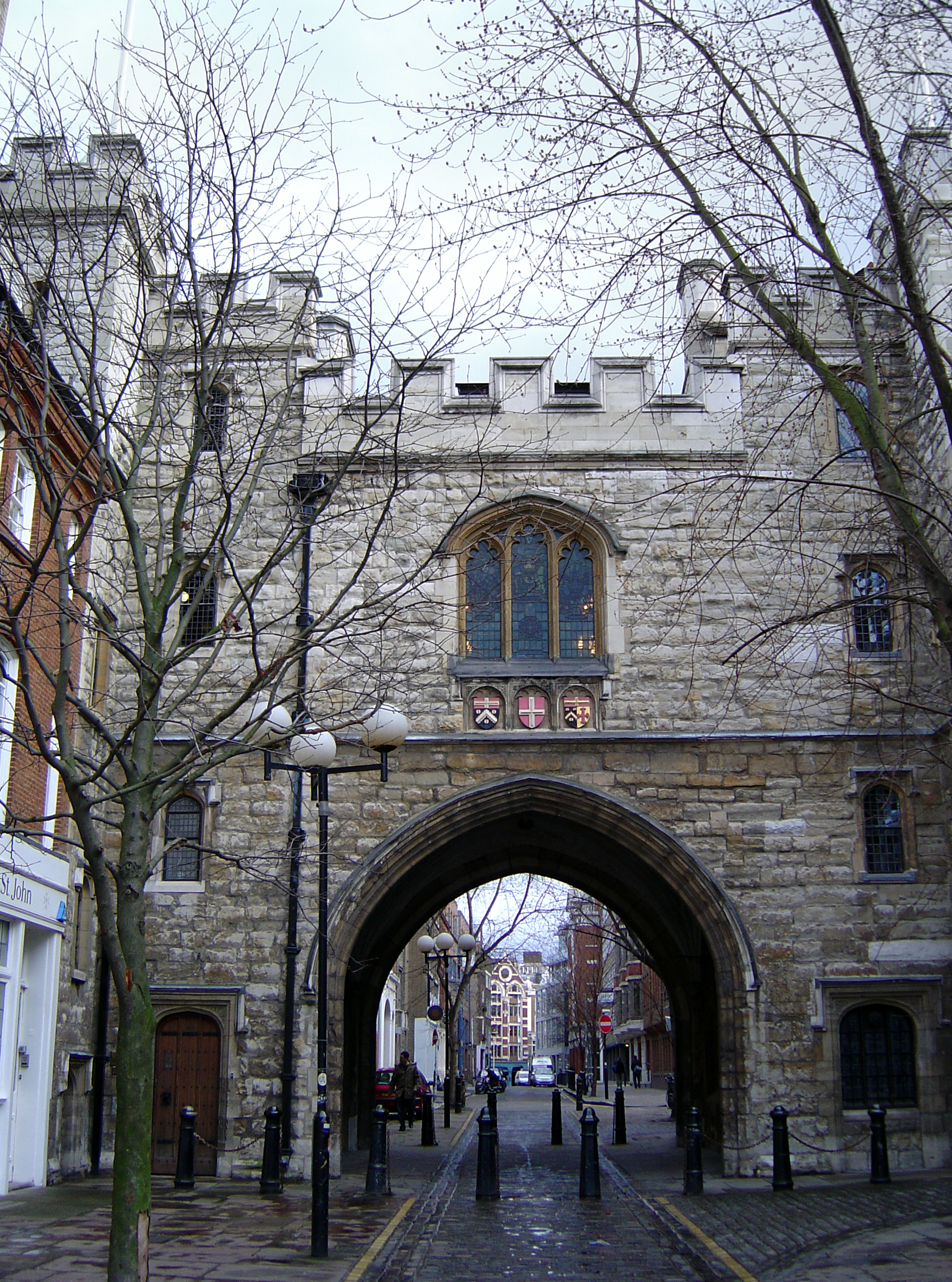
Vue de Clerkenwell Road (en)
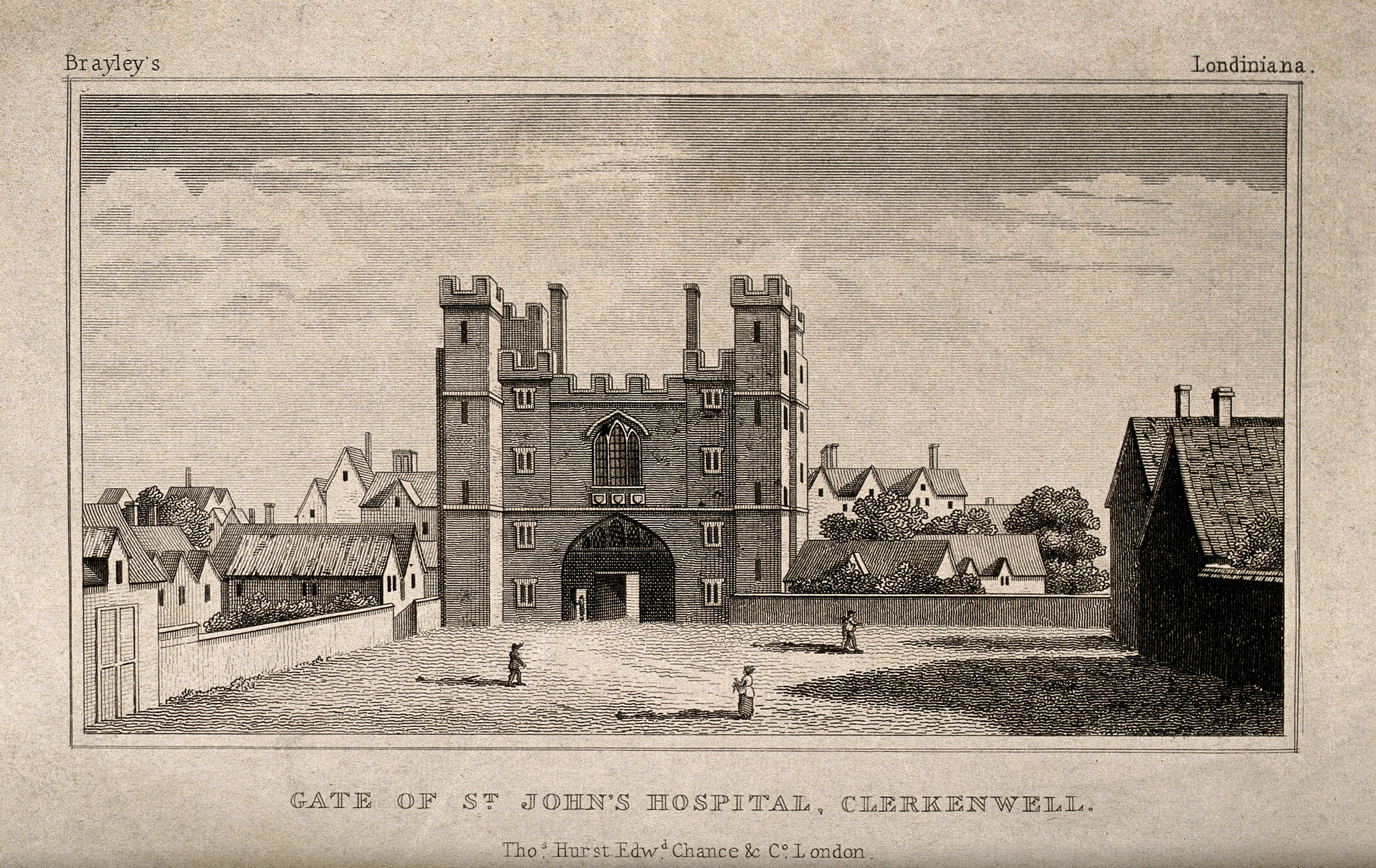
Porte de l'hôpital St John de Wenceslaus Hollar, 1661
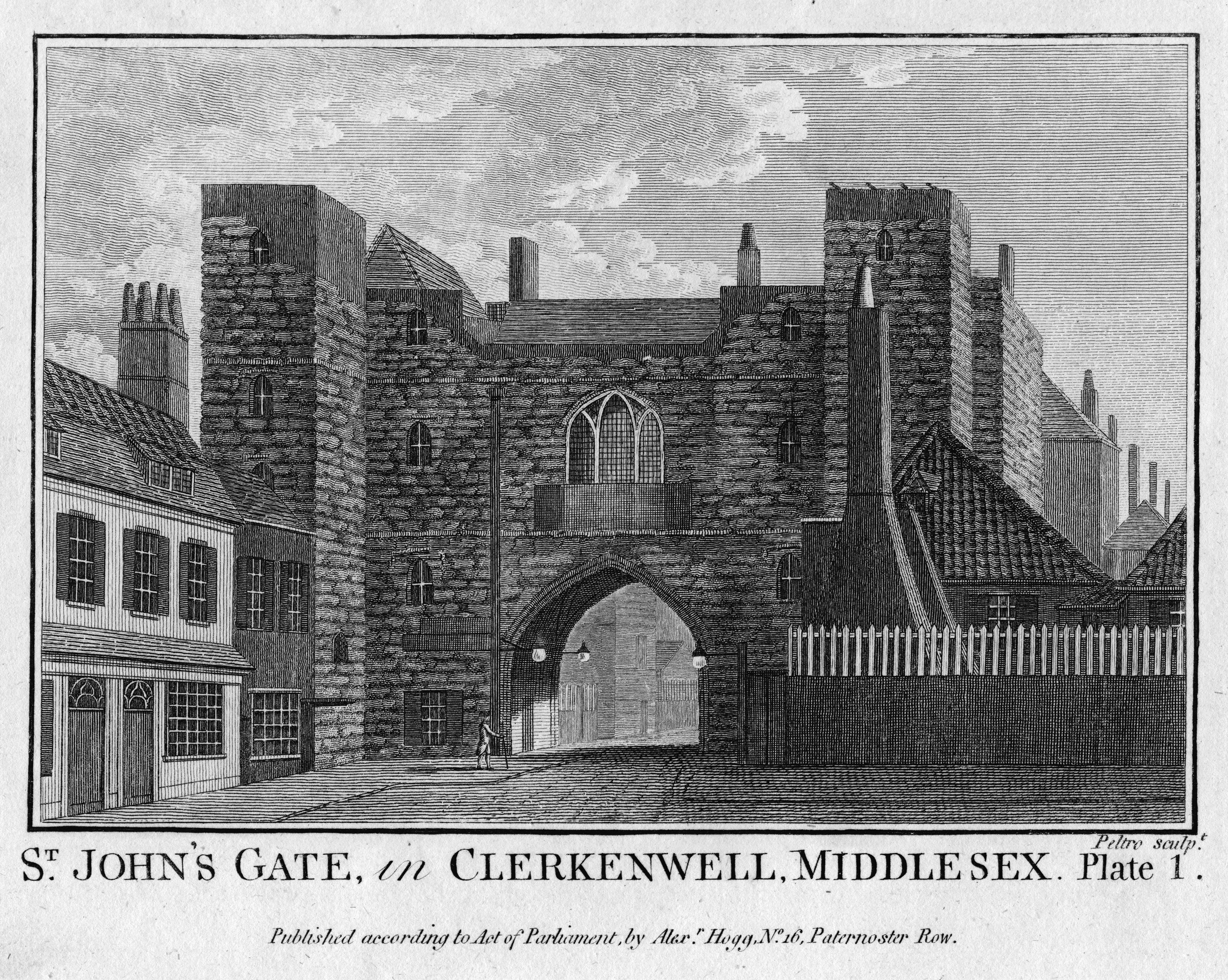
Vue gravée sur cuivre des antiquités de Boswell publiée à Londres par Alexander Hogg, 1786
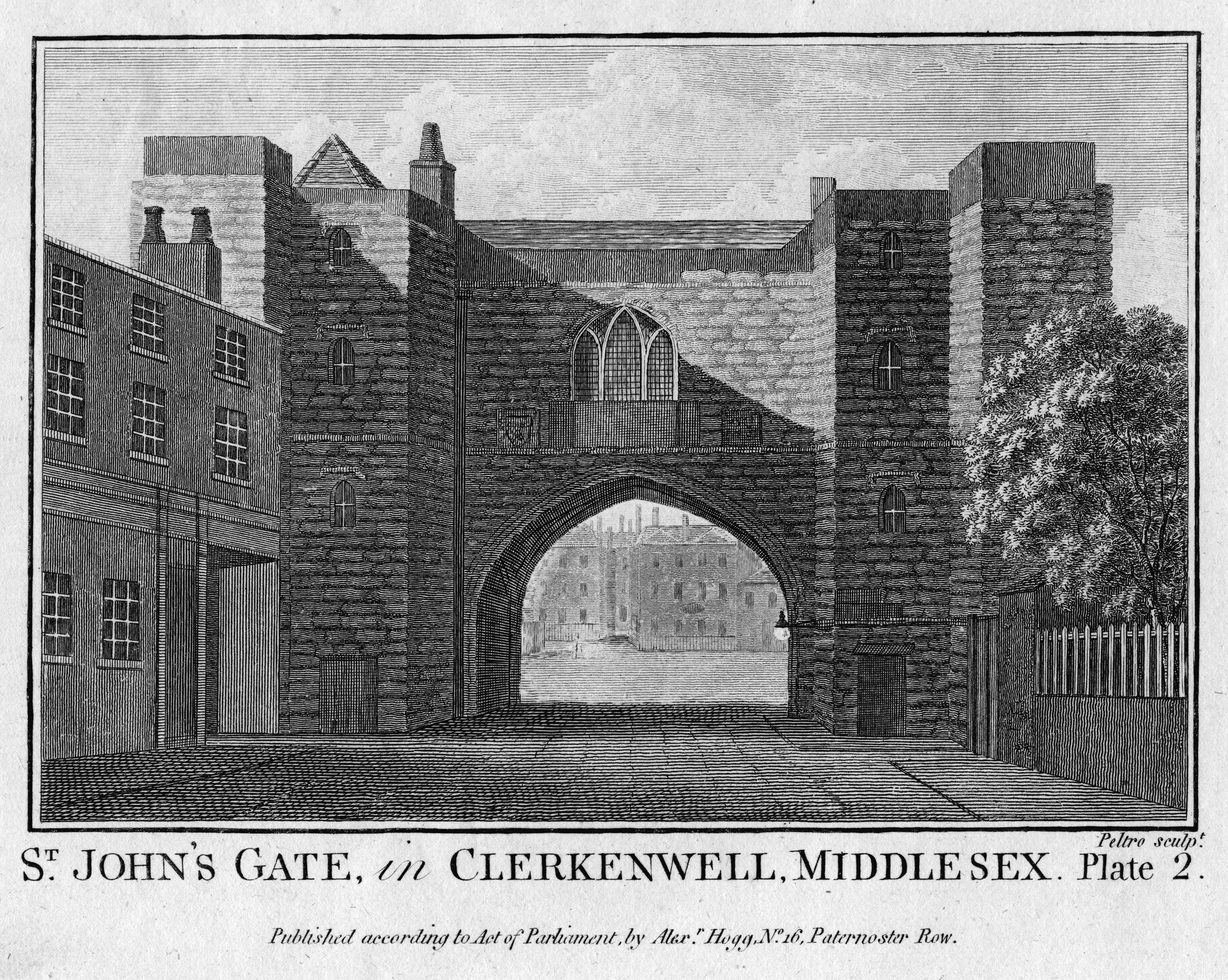
Vue gravée sur cuivre des antiquités de Boswell publiée à Londres par Alexander Hogg, 1786
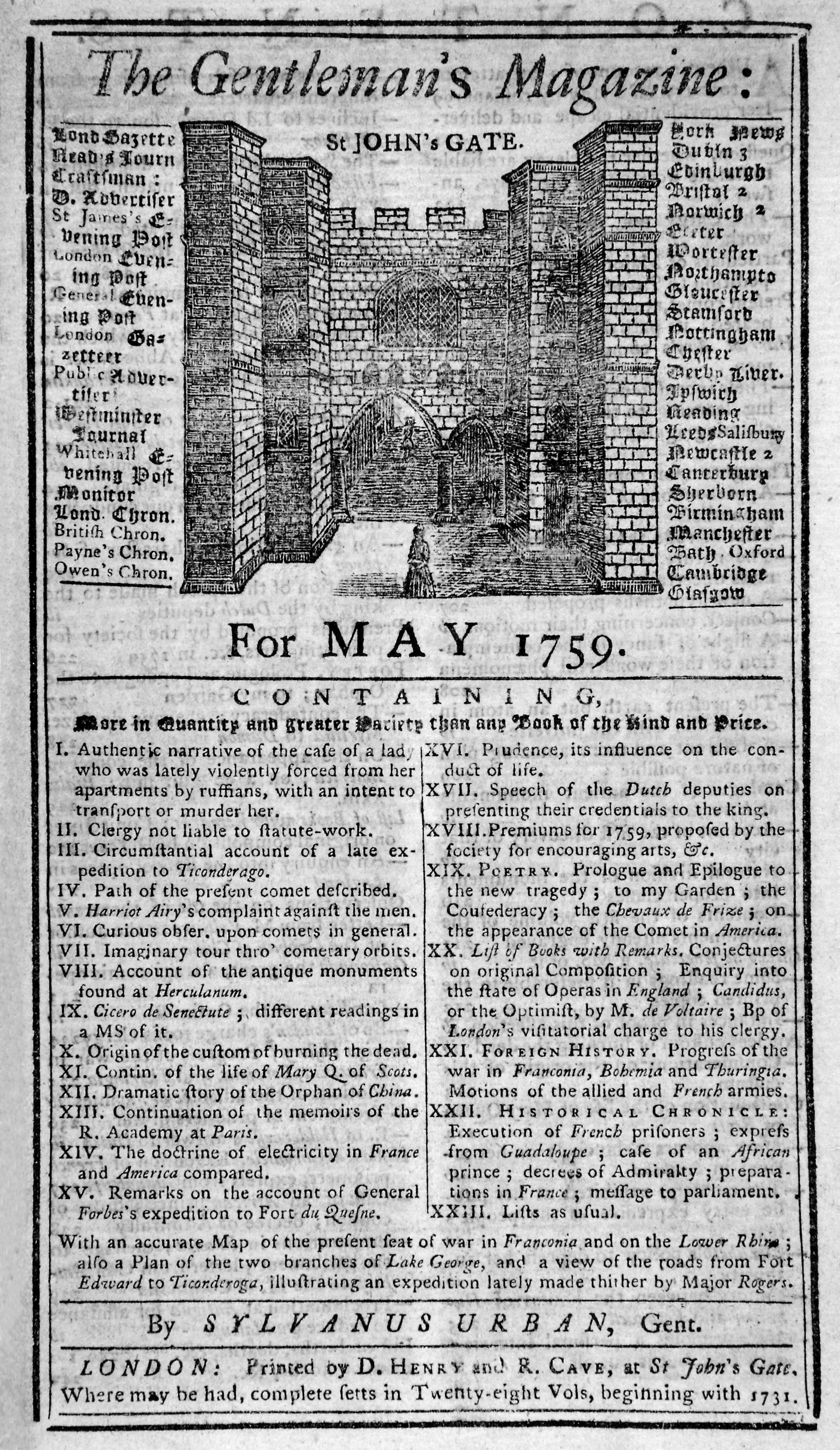
The Gentleman's Magazine, mai 1759, avec une illustration en première page de la porte Saint-Jean
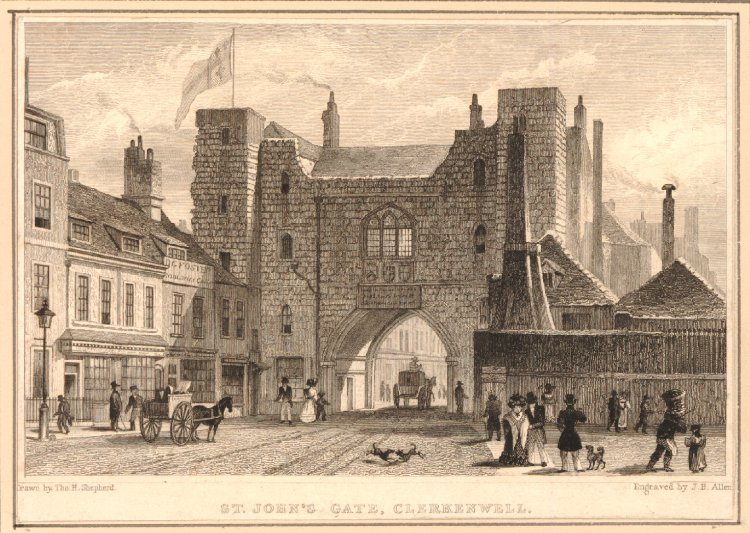
Gravure sur acier de Thomas Hosmer Shepherd (1829-1831) d'après un dessin de James Baylis Allen.
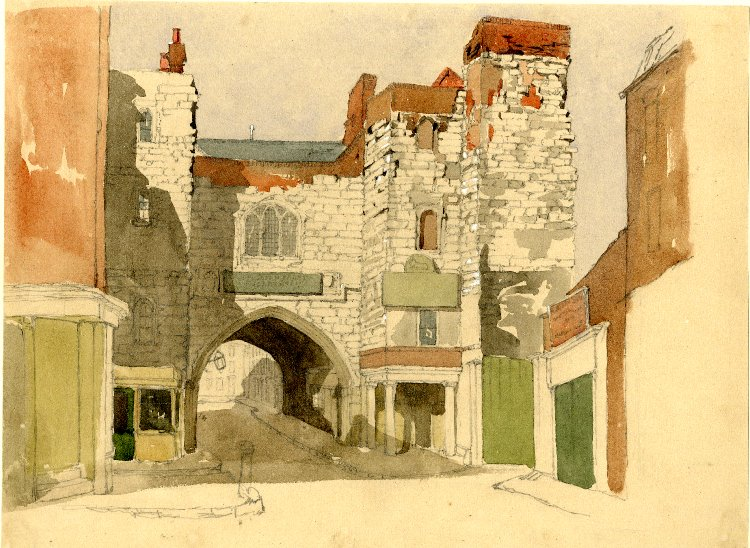
Aquarelle de John Wykeham Archer (en), 1842
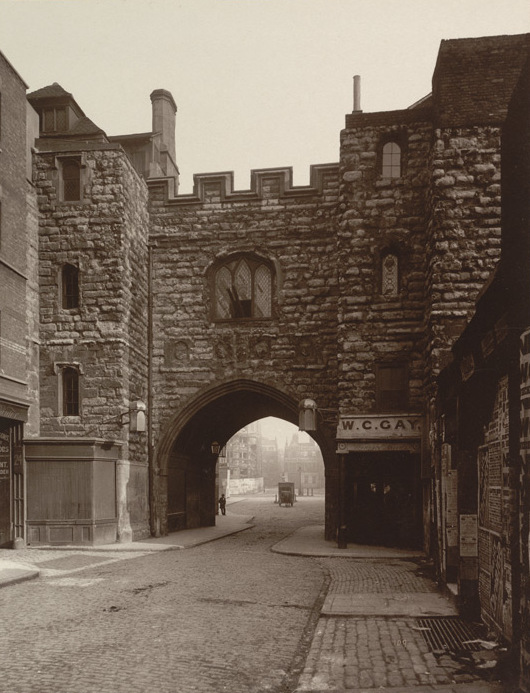
Photographie de Henry Dixon, 1880